# Оно (телефильм)
«Оно» (англ. It) — американо-канадский минисериал ужасов о сверхъестественном из двух серий 1990 года режиссёра Томми Ли Уоллеса, экранизация одноимённого романа Стивена Кинга. Фильм состоит из 2 частей. Первоначально «Оно» показали по телевидению в утреннее время. Съёмки фильма проходили в период с 23 мая по 27 июля 1990 года в Ванкувере.

## Сюжет
В Дерри, штат Мэн, в 1960 году, Джорджи Денбро играет на улице с бумажным корабликом, сделанным его заикающимся старшим братом Биллом. Кораблик уносит в ливневую канализацию, где Джорджи встречает танцующего клоуна Пеннивайза. Он подталкивает Джорджи потянуться за корабликом и убивает его, оторвав мальчику руку. Несколько месяцев спустя Билл Денбро и его товарищ Эдди Каспбрак, болеющий астмой, заводят дружбу с новичком — мальчиком с избыточным весом Беном Хэнскомом. Позже к ним присоединяется Беверли Марш, которая живёт со своим чересчур строгим отцом-тираном, шутник Ричи Тозиер и еврей-бойскаут Стэн Урис. Помимо того, что над ребятами издевается банда хулиганов, возглавляемая Генри Бауэрсом, дети также сталкиваются с жутким клоуном Пеннивайзом.
Немного позже к главным героям присоединяется ещё один новичок — Майк Хэнлон: южноафриканец, преследуемый бандой Бауэрса. Однажды ребята побеждают хулиганов в битве камнями, спасая этим Майка от них, и в тот день парень присоединяется к новым друзьям. Генри Бауэрс клянётся убить детей, которые именуют себя как «Клуб неудачников». Просматривая альбом Майка, Неудачники понимают, что Пеннивайз, которого они называют «Оно» — это монстр, пробуждающийся каждые тридцать лет, чтобы поедать детей. Билл понимает, что именно Оно убило Джорджи, а затем ведёт Неудачников в канализацию Дерри, чтобы убить клоуна.
Стэн попадает в засаду Бауэрса и его друзей Виктора Крисса и Белча Хаггинса, но двух последних убивает Оно. Генри получает травму, его волосы полностью седеют, а сам он попадает в психбольницу, признавшись при этом во всех убийствах детей. Стэнли воссоединяется с ребятами, но Пеннивайз похищает его. Неудачники используют способности Оно получать доступ к их фантазиям и направляют их против него. Все фантазии срабатывают, ведь самое главное — это верить, а дети умеют верить как никто другой. Эдди воображает, что его ингалятор полон кислоты и расплавляет монстру половину лица. Беверли стреляет в него серебряными пулями, полагая, что они могут убить клоуна, но только ранит его.
Раненый монстр уходит в спячку. Неудачники клянутся вернуться и убить Пеннивайза, где бы они ни были и сколько бы лет ни прошло, если клоун вернётся в Дерри.
В 1990 году Майк работает библиотекарем в Дерри. Оно возвращается и убивает несколько детей, побуждая Майка связаться с друзьями, чтобы выполнить свою клятву. Билл стал автором романов ужасов и женился на актрисе Одре Филлипс, Бен похудел и стал архитектором, Беверли — модельером, Ричи — ведущим вечернего комедийного телешоу, Эдди работает механиком, но по-прежнему живёт со своей властной матерью, а Стэн является агентом по недвижимости. Все Неудачники, кроме Стэна, обещают вернуться. Позже жена Стэна обнаруживает, что он покончил жизнь самоубийством в ванной, написав на стене в ванной кровью слово «Оно».
Неудачники возвращаются в Дерри, терроризируемый Пеннивайзом, и воссоединяются, чуть позже узнав о самоубийстве Стэна. Генри сбегает из клиники с помощью Оно, чтобы убить Неудачников. Одра приезжает в Дерри, но клоун похищает и гипнотизирует её. Генри нападает на Майка, но Эдди и Бен вступаются за друга и убивают Бауэрса его же ножом. Майк попадает в больницу и отдаёт Биллу два куска серебра, найденные им в канализации. Пятеро оставшихся Неудачников возвращаются в канализацию, чтобы противостоять Оно. Билл обнаруживает, что Одра похищена, но друзья поддерживают его.
Они достигают внутреннего святилища, находят бессознательную Одру, а Пеннивайз принимает истинную форму, превратившись в гигантского паука. Билл, Бен и Ричи впадают в транс, в то время как Беверли ищет серебряные пули. Эдди пытается повторить травму, нанесённую монстру в детстве, но Оно смертельно ранит его. Беверли освобождает своих друзей, но Эдди умирает. Остальные преследуют раненого монстра и убивают, вырвав его сердце. Они уходят из канализации, забрав Одру и тело Эдди с собой.
Неудачники вновь расходятся, их воспоминания об Оно исчезают с течением времени. Майк восстанавливается в больнице, Беверли и Бен женятся и ожидают своего первого ребёнка, а Ричи снимается в фильме. Билл пытается привести Одру в чувство, катаясь по улице на своём детском велосипеде «Сильвер» (англ. Silver). Одра приходит в себя, она и Билл целуются посреди города.

## В ролях
- Тим Карри — Пеннивайз (Оно)
- Гарри Андерсон — Ричи Тозиер[7]
  - Сет Грин — Ричи Тозиер в детстве
- Дэннис Кристофер — Эдди Каспбрак
  - Адам Фарайзл — Эдди Каспбрак в детстве
- Ричард Мазур — Стэнли Урис
  - Бэн Хеллер — Стэнли Урис в детстве
- Аннетт О’Тул — Беверли Марш
  - Эмили Перкинс — Беверли Марш в детстве
- Тим Рид[англ.] — Майк Хэнлон
  - Марлон Тейлор — Майк Хэнлон в детстве
- Джон Риттер — Бен Хэнском
  - Брэндон Крэйн — Бен Хэнском в детстве
- Ричард Томас — Билл Денбро
  - Джонатан Брэндис — Билл Денбро в детстве
- Джаред Бланшар — Генри Бауэрс в детстве
  - Майкл Коул — взрослый Генри Бауэрс
- Драм Гарретт — Реджинальд «Белч» Хаггинс
- Оливия Хасси — Одра Филлипс
- Гейб Хаут — Виктор Крисс
- Райан Майкл — Томас Роган (муж Беверли Марш)
- Фрэнк Тёрнер — Элвин Марш (отец Беверли)
- Тони Дакота — Джордж Денбро
- Стивен Хилтон — отец Билла
- Теренс Келли — офицер Нелл
- Донна Пирлесс — мисс Дуглас

## Производство и отзывы
Стивен Кинг прокомментировал производство так: «Через что прошли продюсеры „Оно“, мне и подумать страшно, потому что одно из строжайших правил ТВ состоит в том, что сюжет телевизионной драмы не может строиться на попадании детей в смертельную опасность, не говоря уже о смерти». Кинг также шутил, что если бы он сам писал сценарий для адаптации, то получился бы «тридцатидвухчасовой фильм».
На роль Пеннивайза претендовал Элис Купер. Все сексуальные сцены из оригинала пришлось убрать.
Первая серия обладала наиболее высоким рейтингом воскресных программ в 18,5 баллов и была просмотрена 17,5 млн домохозяйств. Вторая серия получила рейтинг в 20,6 балла и собрала аудиторию в 19,2 млн домохозяйств.
Показатель «свежести» сериала на агрегаторе Rotten Tomatoes составил 68 %. Критики отмечали, что экранизация, как и роман, слишком затянута. Вторая серия менее драматична, неестественна и кульминационно неубедительна. Одним из самых запоминающихся эпизодов сериала была названа сцена в ду́ше, в которой один из героев становится пленником водопроводных труб.

## Награды и номинации
- 1991 — выиграл премию «Эмми» в номинации «Лучшая музыкальная композиция в мини-сериале». Награду вручили композитору Ричарду Беллису за музыку для 1-й серии.
- 1991 — номинировался на премию «Эмми» в категории «Лучшая редакторская работа в мини-сериале».
- 1991 — номинировался на премию «Эмми» в категории «Лучший отредактированный эпизод в телевизионном мини-сериале».
- 1991 — Брэндон Крэйн (актёр, сыгравший Бена Хэнскома в детстве) номинировался на премию «Молодой актёр» (англ. Young Artist Award) в категории «Лучший актёр-новичок в телесериале»[13].